# N'Gonga
N'Gonga este o comună rurală din departamentul Boboye, regiunea Dosso, Niger, cu o populație de 20.489 de locuitori (2001).